# Franz Lauska
Franz Seraphin Lauska (Brno, 13 de gener de 1764 – Berlín, 18 d'abril de 1825) fou un pianista i compositor moravià.
Durant un cert temps va romandre a la capella de l'elector de Baviera, i després viatjà arreu d'Europa donant concerts, residint des de 1803 a Berlín, on fou professor del compositor Giacomo Meyerbeer.
Deixà compostes diverses sonates, poloneses, arranjaments i un Mètode per a piano. Lauska fou considerat un dels més brillants executants de piano del seu temps.